# Vinderup Realskole
Vinderup Realskole er en privat overbygningsskole, som tilbyder undervisning på folkeskolens 7. - 10. klassetrin. Skolen har driftsoverenskomst med Holstebro Kommune, således at kommunen betaler et supplerende beløb pr. elev ud over det skolen modtager fra Undervisningsministeriet:6; der er ikke der udover elev-betaling. Skolens elevgrundlag kommer især fra den tidligere Vinderup Kommune, og der er 266 elever og 18,2 lærerårsværk (pr. 2017).
Skolen lægger vægt på faglighed og elevernes dannelse, forstået som "ordentlige mennesker, der udviser tolerance og respekt".:21

## Historie
1918: Skolen grundlægges af Jens Frederik Jensen Bundgaard som en bibeskæftigelse i forhold til hans stilling som førstelærer ved Vinderup Kommuneskole. Det første år undervises én klasse i et lånt lokale på kommuneskolen.:132
1919: Bundgaard etablerer sammen med en kreds af forældre et aktieselskab, som erhverver Sevelvej 42:55-57. Her gennemføres undervisningen de følgende år i tre klasselokaler.:133:8
1922: Skolen opnår ret til at afholde præliminæreksamen; hidtil har eksamen været afholdt i København.
1932: Ledelsen overtages af Neisig:56.
1934: Ledelsen overtages af Rytter:56.
1935: Skolens to-etagers bygning står klar til brug. Byggeriet var udløst af Undervisningsministeriets krav om, at der skulle være særlige lokaler til fysik- og naturhistorieundervisningen.:18
1942: Harder Nielsen overtager ledelsen af skolen, hvor elevtallet er nået op omkring 100. Harder yder en betydelig indsats for at hverve elever og opretter fx en busrute.:10
1959: Der indgås driftsoverenskomst mellem de fem sognekommuner i Sahl, Sevel, Ejsing, Handbjerg og Ryde om at skolen skal være deres eksamensskole. Samtidig ændres skolen til at være en selvejende institution, hvilket giver bedre adgang til statslig støtte. Fra dette tidspunkt udbydes både 6.-9.-klasse og I.-III.-realklasse.:13
1975: En ny folkeskolelov afskaffer realeksamen og skolen udbyder herefter 8.-10.-klassetrin. Vinderup Kommune vælger at fortsætte driftsoverenskomsten, idet det faglige niveau opfattes som godt, og fordi alternative skoleordninger ventes at udløse en skattestigning på 1½%.
2017: Skolen overtager ansvaret 7.-klassetrin, som indgår i "udskolingen" i Undervisningsministeriets undervisningsplaner.:15